# Geoagiu
Geoagiu (en hongarès: Algyógy, en alemany: Gergesdorf) és una ciutat del comtat de Hunedoara, a la regió històrica de Transsilvània, Romania, situada al riu Mureș a una altitud de 217 metres sobre el nivell del mar. El riu amb el mateix nom (Geoagiu) desemboca en aquest lloc al Mureș. La ciutat té una població de 5.049 habitants. Segons el cens del 2011, el 89,7% dels habitants eren romanesos, el 8,81% gitanos i el 0,71% hongaresos.
Administra deu pobles: Aurel Vlaicu (fins al 1925 Binținți ; Bencenc), Băcâia (Bakonya), Bozeș (Bózes), Cigmău (Csigmó), Gelmar (Gyalmár), Geoagiu-Băi (Feredőgyógy), Homorod (Homoród), Mermezeu-Vemezeu (Nyírmező), Renghet (Renget) i Văleni (Valény).

## Història
Els primers assentaments de la zona es poden trobar a l'època dels dacis, al segle I aC, com demostren els descobriments arqueològics. Després de la conquesta romana, els romans van construir el fort de Germisara al segle II, no obstant això, va mantenir el nom daci original. Germisara va ser defensada per la Legió XIII Gèmina.
El nom de Germisara significava "aigua calenta" (germi = "calor", sara = "cascada") i mostrava que els dacis ja coneixien les fonts termals de la zona. Una altra opinió que el nom prové del nom hongarès del riu Geoagiu (Gyógy), que significa "curatiu". Però, més probablement, el nom prové de la paraula hongaresa dió (nou com a fruita) amb el sufix -d, de manera que, després de la primera cita documental, "villa Gyog" del 1291 va aparèixer com a Dyod és Dyog (1397), Aldyogh (1407), Algyogh (1412), Aldyod (1439), Alsodyod alio nomine Alsoffalwa (vers 1444).
La primera cita documental de Geoagiu (es va escriure com a "villa Gyog") va ser l'any 1291, quan es va utilitzar com a terra a les rodalies de Bintinti (actual poble Aurel Vlaicu).
Hi ha restes de l'antiga via romana feta amb pedres de placa de Geoagiu a Geoagiu Băi. Els dies de la ciutat són del 14 al 17 d'agost.

## Fills il·lustres
- Ion Budai-Deleanu
- Aurel Vlaicu